# Слюсареве
Слю́сареве — село Савранської селищної громади у Подільському районі Одеської області в Україні. Населення становить 497 осіб.
Поблизу села розташована ботанічна пам'ятка природи «Слюсарівський віковий дуб» і лісовий заказник місцевого значення «Сосновий Ліс» (під с. Вільшанка), а також гідрологічна пам'ятка природи Джерело «Огруд».

## Історія
Під час організованого радянською владою Голодомору 1932—1933 років померло щонайменше 34 жителі села.
Колишній орган місцевого самоврядування — Дубинівська сільська рада.
12 червня 2020 року, відповідно до Розпорядження Кабінету Міністрів України від № 724-р «Про визначення адміністративних центрів та затвердження територій територіальних громад Одеської області», увійшло до складу Савранської селищної територіальної громади.
19 липня 2020 року, в результаті адміністративно-територіальної реформи і ліквідації Савранського району, село увійшло до складу новоутвореного Подільського району Одеської області.

## Населення
Згідно з переписом УРСР 1989 року чисельність наявного населення села становила 456 осіб, з яких 197 чоловіків та 259 жінок.
За переписом населення України 2001 року в селі мешкало 496 осіб.

### Мова
Розподіл населення за рідною мовою за даними перепису 2001 року:
| Мова       | Відсоток |
| ---------- | -------- |
| українська | 95,98 %  |
| російська  | 2,82 %   |
| молдовська | 0,60 %   |
| вірменська | 0,40 %   |
| білоруська | 0,20 %   |

## Відомі мешканці

### Народились
- Шкрабак Володимир Степанович[ru] — український політичний та громадський діяч. Народний депутат Верховної Ради України II скликання.
- Панасюк Володимир Харитонович — зоотехнік і військовик, Герой Радянського Союзу

## Галерея

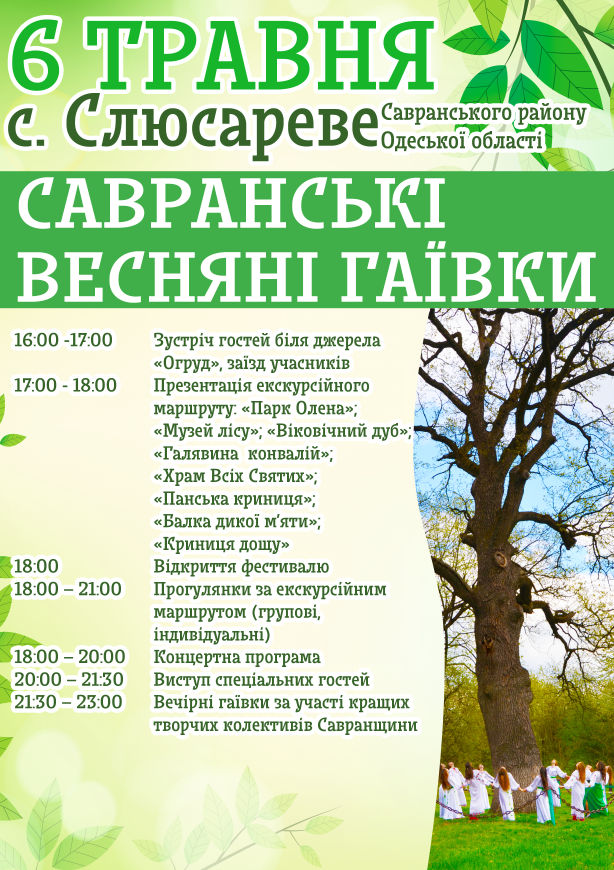
Етнофестиваль
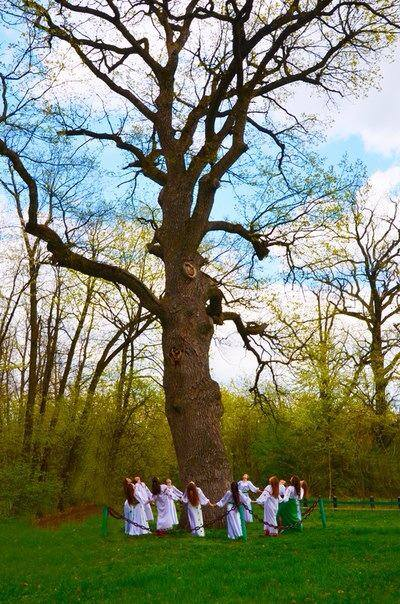
«Савранські весняні гаївки»
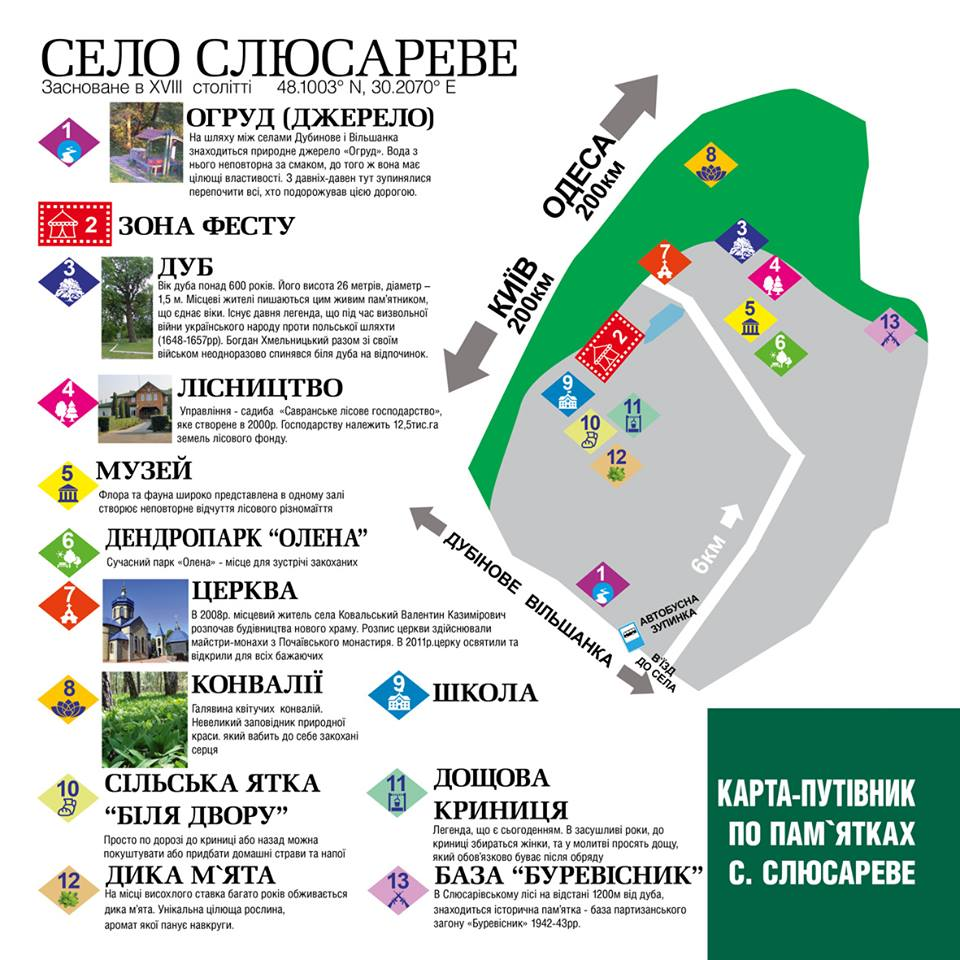
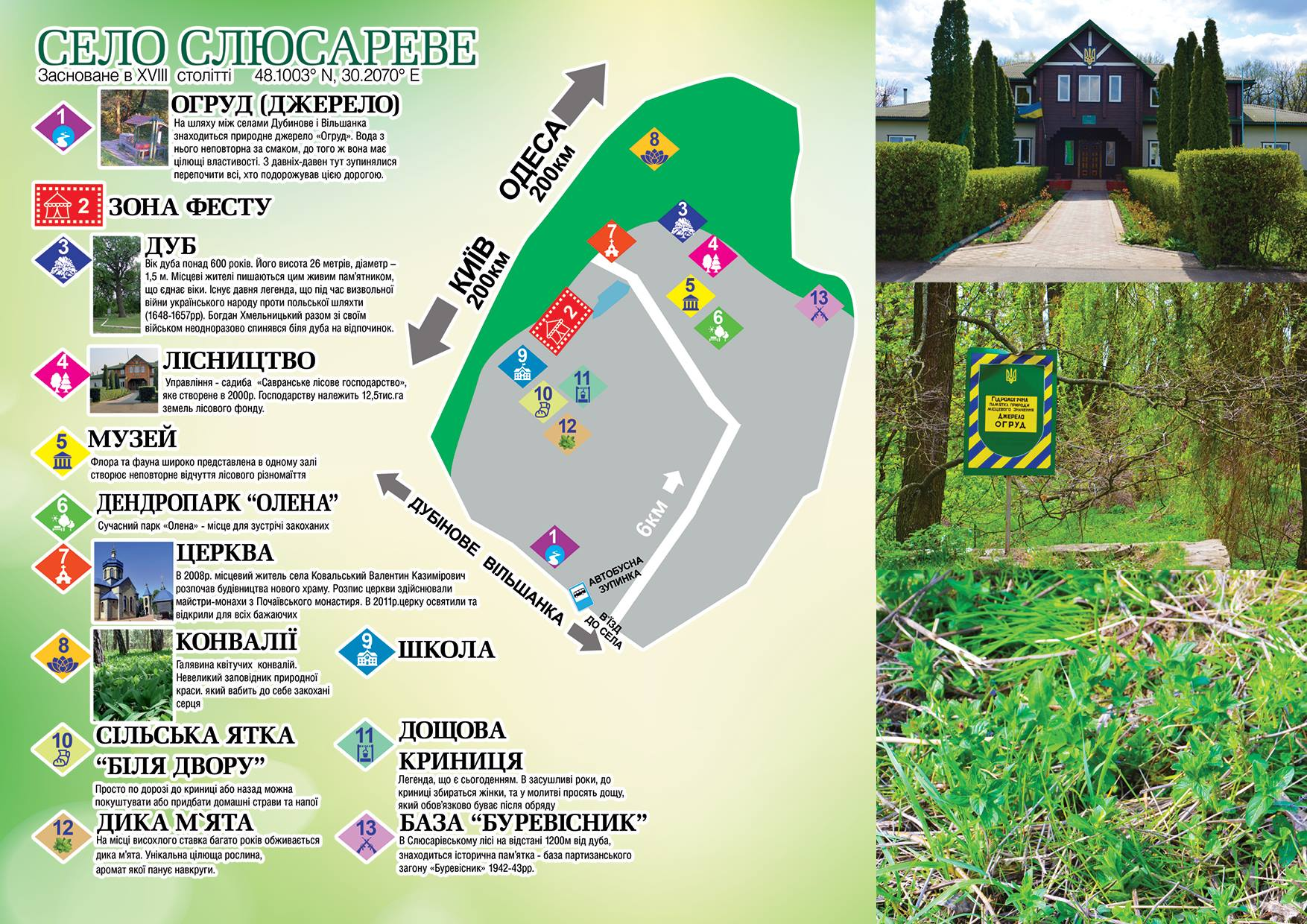
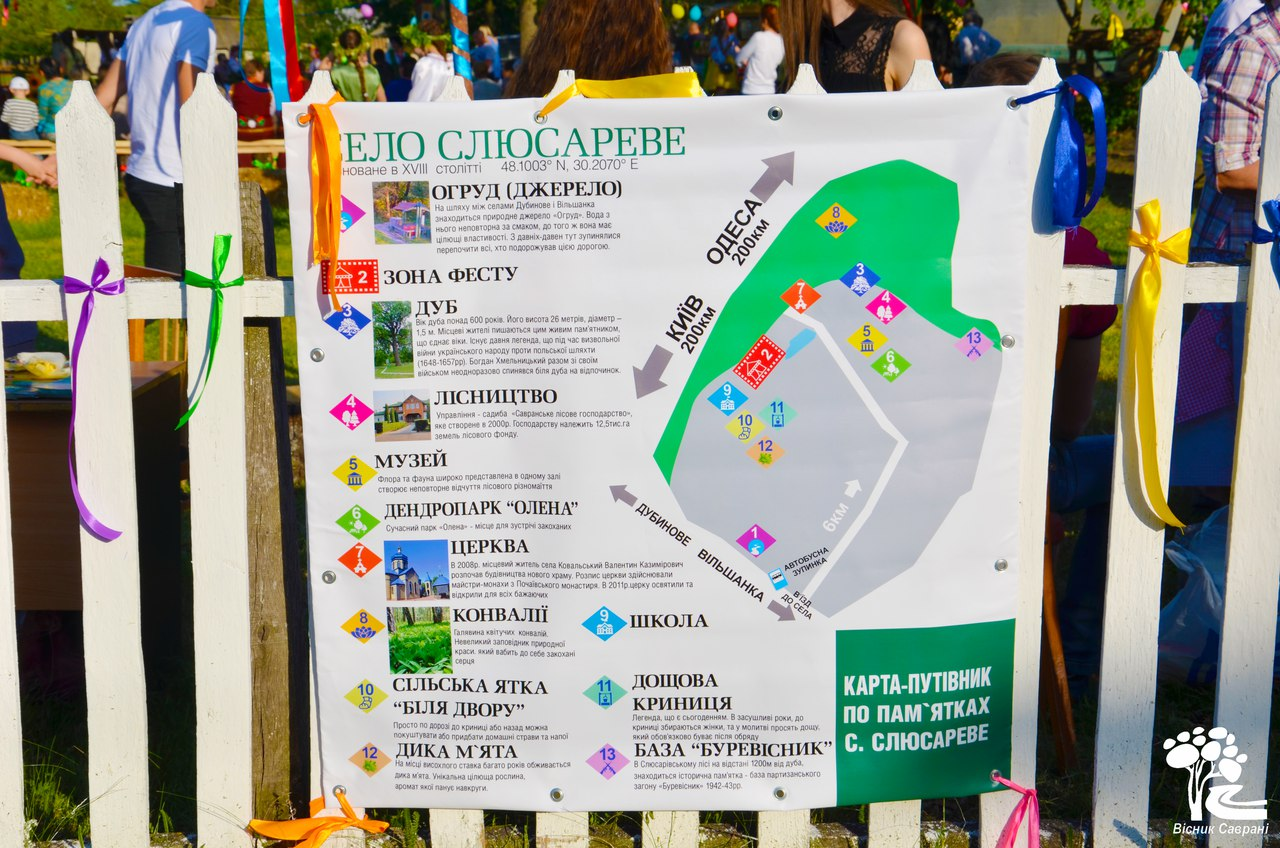
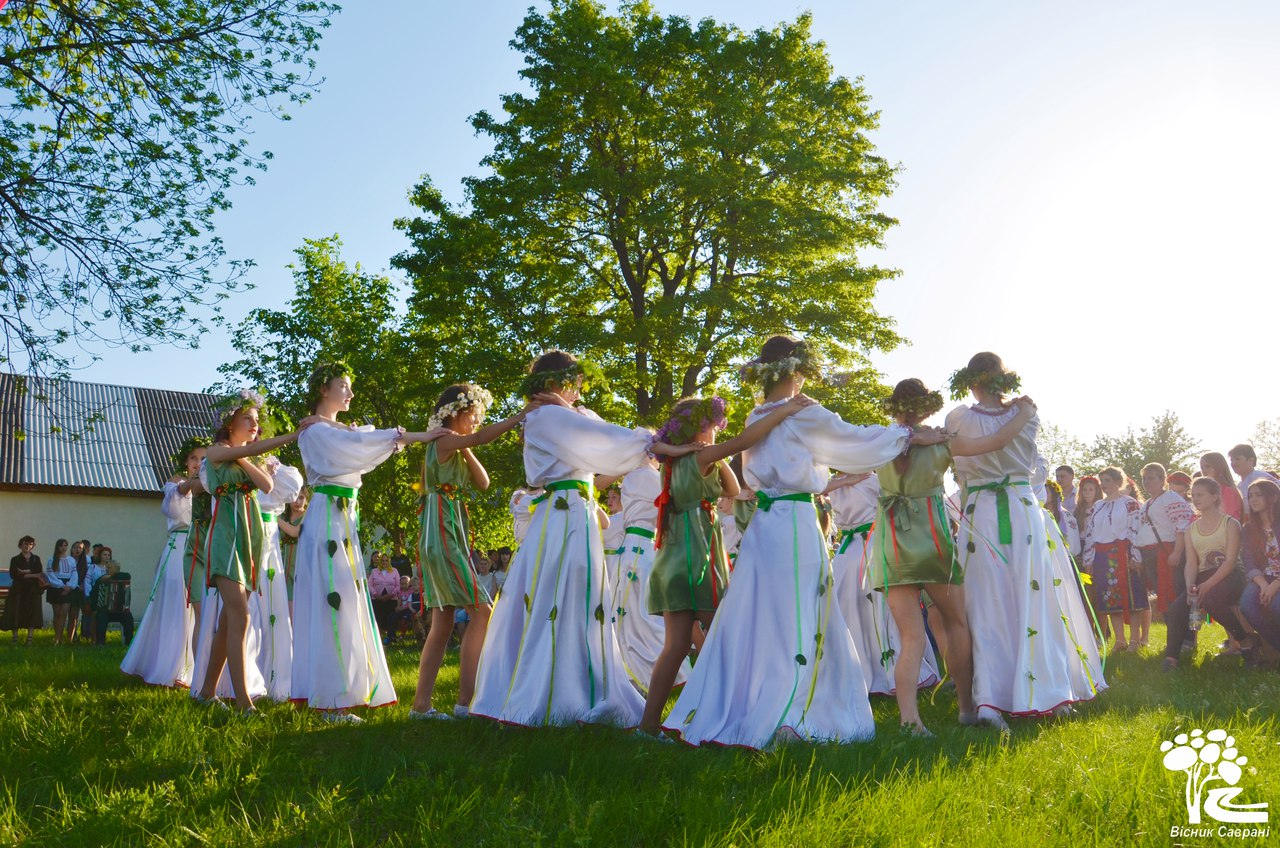
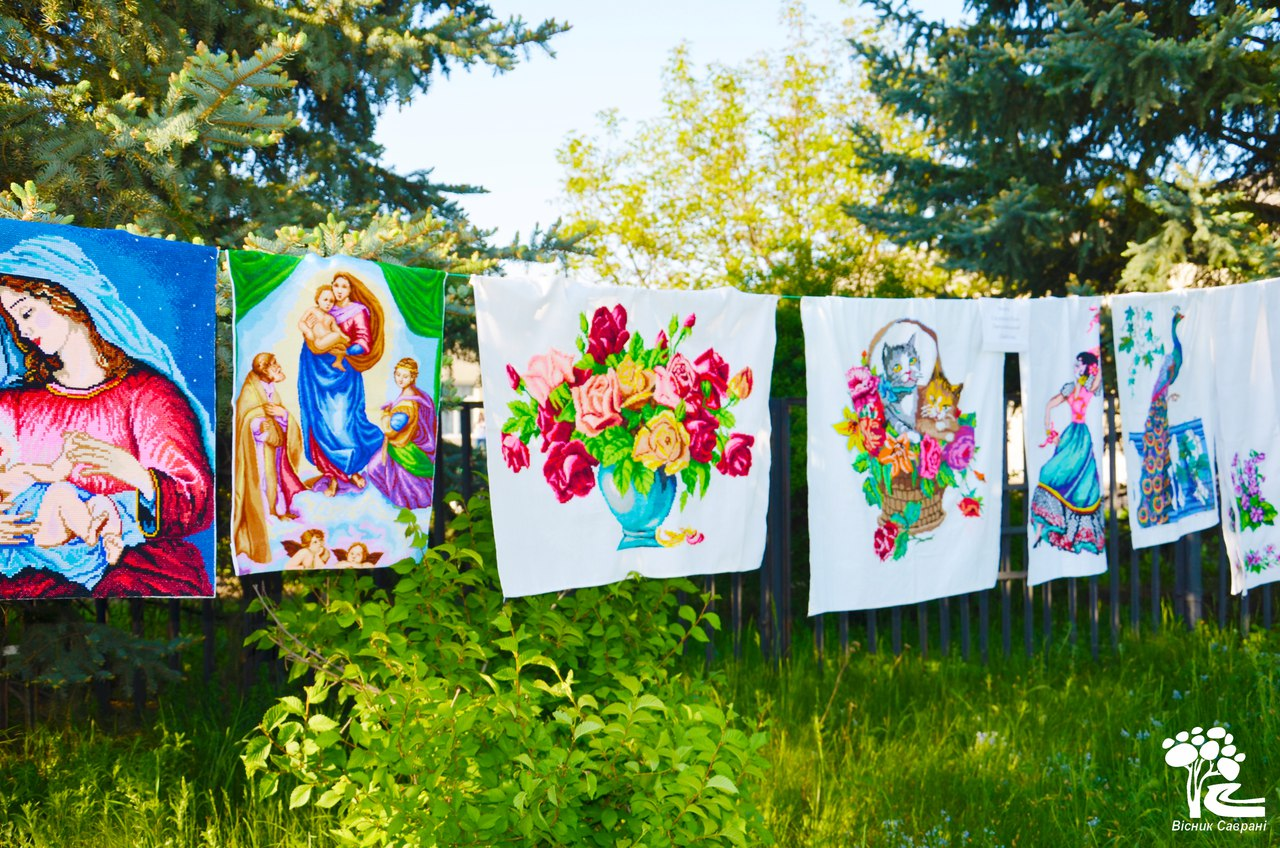
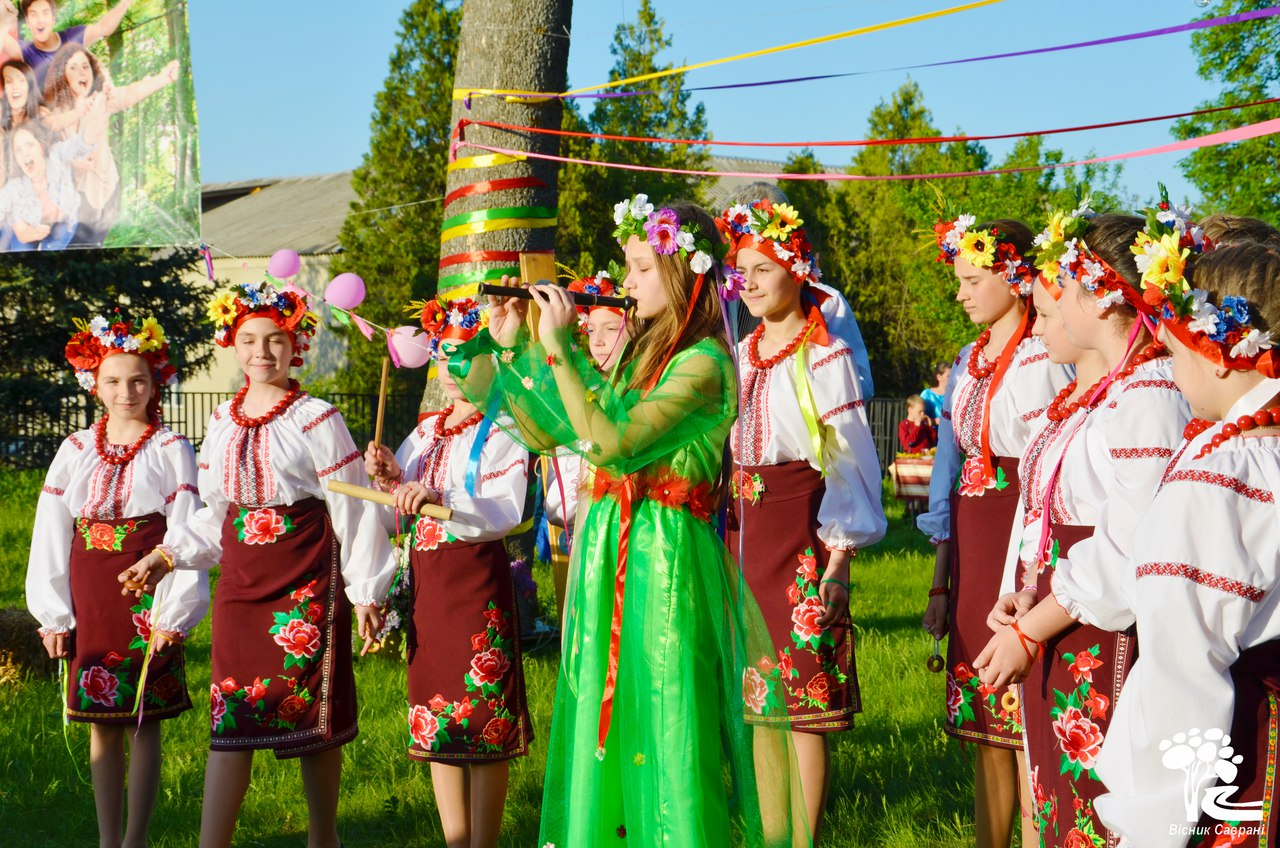
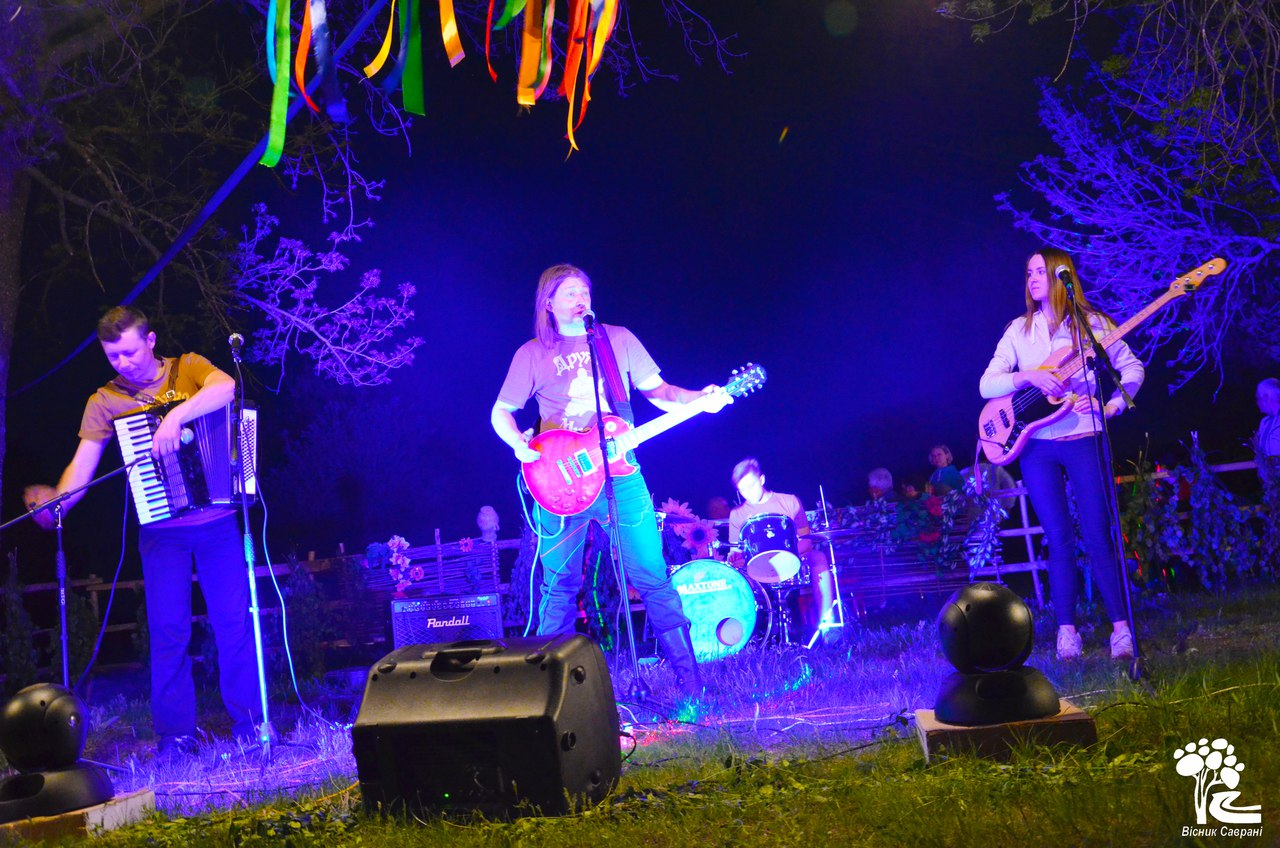